# Holomitrium seramense
Holomitrium seramense är en bladmossart som beskrevs av Hiroyuki Akiyama 1990. Holomitrium seramense ingår i släktet Holomitrium och familjen Dicranaceae. Inga underarter finns listade i Catalogue of Life.